# Hemionitis pinnatifida
Hemionitis pinnatifida är en kantbräkenväxtart som beskrevs av Bak. Hemionitis pinnatifida ingår i släktet Hemionitis och familjen Pteridaceae. Inga underarter finns listade.